# سليمان الهويدي
الشاعر سليمان الهويدي الصقري العنزي ، (1927 - 2000) شاعر نبطي كويتي، والمعروف شعبيا بشاعر السور، ويعد من أشهر شعراء  الشعبي في الخليج.

## حياته ونسبه
هو سليمان بن صالح بن علي الهويدي يرجع نسبه الي العضدان من الصقور من قبيلة عنزه، ولد وترعرع في دولة الكويت وتحديداً في منطقه القبلة - سكة عنزه فريج سعود - ويحدد الموقع اليوم جنوب البنك المركزي وشمال مسجد البحر.

## مستواه التعلمي
تلقي تعليمه عند الملا محمد الحميدي، وينوبه بالتدريس سليمان الخنيني حيث تعلم العلوم الأساسية كـ الكتابة والقراءة والحساب وقراءة القران الكريم، ثــم أكمل دراسته عند الشيخ يوسف حماده، وفي بدايت شبابه انتقل مع اهله الي منطقة {الشاميه} حيث كانت (قلبان الهويدي) وهي عباره عن مجموعة آبار ماء ومزارع تمتلكها عائلة الهويدي.

## اولاده
له من الأولاد ثلاثه ذكور وخمسة إناث، أما الذكور فهم:
- صالح الهويدي.
- مساعد الهويدي.
- وائل الهويدي.

## هواياته
بالاضافه الي هواية الشعر التي أصبحت جزءاً من حياته كان من عشاق رحلات البر، كما كان يهوي الصيد والقنص وتربية الطيور، وقد تعلم الكثير أثناء رحلات الصيد، وتعرف علي الكثير من أبناء البادية فـهذه الرحلات اتاحت له فرصة استكشاف القصص والقصائد التراثيه التي نرد تدوينها في تلك الأيام وكان أيضاً من بين تلك الهوايات التي يحبها هواية تربية الخيول كان يعشقها ويجيد ركوبها وقد اهتم بها. 

## أعماله
في عام 1963 التحق بوزارة الاعلام بناء علي طلب الوزارة وكان والشاعر مرشد البذال الرشيدي يعملان كـمشرفين علي تراث البادية في إذاعة تلفزيون الكويت الي ان صنف الشاعر سليمان الهويدي مخرج في الإذاعة وانتقل الي تلفزيون دولة الكويت عام 1964 ليقدم برنامج فنون من الصحراء تصوير خارجي وسينمائي لعدة برامج تراثيه.
شارك ببرنامج وثائقي عن الكويت يتحدث عن نشأت الكويت وتطورها وكان هو المسؤل عن الجانب الذي يمثل أهل الصحراء كان سليمان الهويدي من أوائل المؤسسين لديوانية شعراء النبط، ومارس نشاطه في الديوانيه لعام 1991 وتفرغ بعد ذلك ليكون مرجعاً لمن يريد الاستشارة أو الاستفسار.

## دواوينه
- اصدر ديوانه الأول عام 1974 باسم مجالس العرب.
- اصدر ديوانه الثاني عام 1983 باسم ذكريات الصبا.
- كان الشاعر يشرف بنفسه علي إصدار دواوين لكن لضروفه الصحية لم يتمكن من الأشــراف علي ديوانه الاخير والذي أكمله أبناءه واصدر عام 2002 وهو المرجع الرئيسي لقصائد الشاعر ويحمل اسم رسم الكلام.

## ديوان رسم الكلام
كان الشاعر سليمان الهويدي يطلق الوصف علي ابياته بـصوره فمن خلال قرائته وسماع الشاعر كيف كان يتميز بالوصف، كما عرف عنه فعندما يصف شئ معين كان يرسم صوره تراها مخيلته ويعرضها لكي نراها نحن المستمعين أو القراء ومن هنا جائت تسميته لديوانه الأشهر (رسم الكلام).

## وفاته
توفى الشاعر سليمان الهويدي يوم الأربعاء الموافق 19 يوليو عام 2000. 

## وصلات خارجية
- سليمان الهويدي- موقع ادب